# Wickie, Slime & Paiper
Wickie, Slime und Paiper (WS&P, WSP) ist der Name eines 1999 erschienenen Buches und darauf basierender Hörfunk- und Fernsehsendungen, CD-Veröffentlichungen und Veranstaltungen, die sich nostalgisch mit in Österreich während der 1970er und Anfang der 1980er Jahre populären Begriffen, Modeerscheinungen und Produkten befassen. WS&P ist eine eingetragene Marke der Kategorien Printmedien und andere Datenträger (z. B. CDs) und Veranstaltungen.
Der Titel ist aus den Namen des Helden der Zeichentrickserie Wickie und die starken Männer, des Scherzartikels Slime und der Eissorte Paiper von Eskimo zusammengesetzt, die sich im Österreich der 1970er Jahre besonders großer Popularität erfreuten.
Das Buch und die Sendungen lösten österreichweit eine Art „Nostalgiekult“ aus, der Vorreiter für weitere, schon in den Startlöchern stehende und sich abzeichnende, 70er/80er/90er-Retro-Wellen in Deutschland (Generation Golf, „Alles Bonanza“, Ostalgie) und in der ganzen Welt war.

## Entstehung

### Das Forum
Am 18. November 1997 um ca. 10 Uhr gründete die Grazer Journalistin Susanne Pauser (* 1968, heute Pleisnitzer) aus Anlass ihres eigenen bevorstehenden 30. Geburtstags das Forum 30jährige in der Online-Community BlackBox. Hier wurde österreichischen „Kindern der siebziger Jahre“ eine Plattform geboten, ihre Kindheitserinnerungen auszutauschen und lange Vergessenes wieder zu Tage zu fördern.
Bis zum 15. Mai 1999 gingen in diesem Forum 12.700 Nachrichten ein. Ende März 2006 waren 25.078 Nachrichten vom 5. Dezember 1998 bis zum aktuellen Datum online.
Susanne Pauser:
„Ungezählte Erlebnisse der Kindheit sind natürlich individuell. Aber wir alle kannten und liebten Barbapapa, wir alle verehrten die tetraederförmigen Sunkist-Packungen und wir alle studierten jedes Frühjahr gründlich die Novitäten auf den Eistafeln.“
Ab 1998 werden auch „shared memories“ zusammengetragen. Digitalisierte alte Soundschnipsel und Titelmelodien von Kassette oder Video, alte Songs, die man selten bis gar nicht mehr findet, Bilder von sich selbst und von eingescannten Werbeanzeigen werden dort gesammelt. Eine Liste mit 738 ausgewählten Hits harrte einer zuerst geplanten CD-Brenn-Aktion.

### Hörfunksendung
Aus dem Forum heraus entwickelte sich schon 1997 die Idee zu einer Radiosendung, welche auch gleich umgesetzt wurde. Im Bildungsprogramm Ö1-Radiokolleg mit dem Titel Die 30-Jährigen. Die Siebziger Jahre aus der Froschperspektive von Susanne Pauser (Konzept) und Wolfgang Ritschl (* 1963, Ö1, Moderation) wurde Ende 1997 / Anfang 1998 in vier Folgen über Süßigkeiten, Spielzeug, Fernsehen und anderes mit 30-Jährigen geredet.

## Buch
Mitarbeiter des Wiener Böhlau Verlags hörten die Radiosendung und Eva Weisz unterbreitete Frau Pauser den Vorschlag, ein Buch daraus zu machen. Da ohne die Community des Forums das Buch nicht zu realisieren war, trafen sich am 25. November 1998 die Koautoren in der Sargfabrik und studierten Originalfunde sowie das Manuskript.
Am 3. März 1999 präsentierten Pauser und Ritschl das Buch Wickie, Slime und Paiper. Das Online-Erinnerungsalbum für die Kinder der siebziger Jahre. Die Präsentation wurde in der Wiener rhiz-Bar mit dem Eis Twinni, dem Getränk Sunkist und Musik aus den 1980ern gefeiert.
Das Buch ist eine gedruckte Zusammenfassung von Einträgen des Blackbox-Forums und -Chats, nennt zahlreiche charakteristische Hörfunk- und Fernsehsendungen, Produkte und Modeerscheinungen aus der Jugendzeit der nun etwa 30-Jährigen, Werbeslogans und die damals in den Hitparaden Österreichs vertretenen Künstler und ihre Hits. Ergänzt wurde es um Kommentare, Essays und Bilder des Besprochenen.
Innerhalb kurzer Zeit schien das Buch in den Sachbuch-Charts auf und belegte dort mehrere Wochen den ersten Platz. Am 21. Oktober 1999 wurde den Herausgebern das „Goldene Buch“ für den Sachbuch-Bestseller des Jahres verliehen.
Die Berichterstattung in Hörfunk und Fernsehen war durch die Ungewöhnlichkeit des Erfolges recht häufig, aber auch kritisch (z. B. 20. Mai 1999: ORF 2 Absolut Resetarits mit den Beiträgen: Wickie, Slime und Paiper – Blieb wirklich nicht mehr von den 70er Jahren? und Generation X – Willkommen im Seniorenclub).
Anfang 2000 erwarb der Rowohlt-Verlag die Lizenzrechte für eine Taschenbuchausgabe in Deutschland. Eine vom Verlag bevorzugte Änderung des Titels auf Wickie, Slime und Prilblumen konnte verhindert werden.

### Was ist kultig?
- Fernsehsendungen: Wickie, Auch Spaß muss sein, Barbapapa, Bonanza, Biene Maja, Captain Future, Daktari, Dalli Dalli, Der knallrote Autobus (Deutschland: Kli-Kla-Klawitter-Bus), Die Abenteuer der Maus auf dem Mars, Familie Petz, Flipper, Guten Abend am Samstag mit Heinz Conrads, Heidi, Helmi, Jolly Joker, Kasperl, Kimba, Kottan ermittelt, Mein Onkel vom Mars, Neues aus Uhlenbusch, Niklaas, Pan Tau, Panoptikum, Paradiese der Tiere mit Otto von Frisch, Pinocchio, Pippi Langstrumpf, Puschel, Russisch für Anfänger mit Lisa Schüller, Sendung mit der Maus, Seniorenclub, Sindbad, Sport-ABC mit Dieter Seefranz, Toby und Tobias mit Habakuk, Trailer mit Frank Hoffmann, Tritsch Tratsch, Wer bastelt mit?, Zeichnen, malen, formen, Zwerg Bumsti
- Hörfunksendungen: Autofahrer unterwegs, Das Traummännlein kommt, Der Schalldämpfer mit Axel Corti, Dschi Dschei Wischer von Christine Nöstlinger, Gedanken, Hit wähl mit mit Udo Huber, Hitpanorama, Leute mit Rudi Klausnitzer, Die Musicbox, Musik zum Träumen, Ö3-Wecker, Vokal – Instrumental – International moderiert von Walter Richard Langer
- Lebensmittel: Paiper, afri-Cola, Bazooka, Sunkist (im Tetraeder), Twinni
- Schnickschnack: Slime, Klick-Klack, Rubiks Würfel, Salinenkrebse
- Zeitungen: Yps mit Gimmick, Dan Cooper, Fix und Foxi, Felix, Gespenster Geschichten, Lucky Luke, Phantom, Wastl, Wunderwelt, Zack
- Mode: Fledermausärmel, Schlaghose, Hosenrock, Jeans mit weißen Streifen, Moon Boots
- Musik: 99 Luftballons, ABBA, Boney M., Codo, Da Hofa, Fade to grey, Fred vom Jupiter, Funkytown, Ganz Wien, Jeans On, Rostige Flügel, Rucki Zucki Palmencombo, Samba Pa Ti, Sonderzug nach Pankow, Stars on 45, Waterloo & Robinson
- Sport: Annemarie Moser-Pröll, Franz Klammer, Hans Krankl, Herbert Prohaska, Wunder von Córdoba 1978, Jochen Rindt
- Politik: Carlos, Bruno Kreisky, Rudolf Kirchschläger, OPEC-Geiselnahme, Reichsbrückeneinsturz
- Werbung: Black & Decker, Faserschmeichler, Frucade, Humanic, Ingelen, INKU, Joka, Persil, Vandal, Weißer Riese

## CD
Die 738 Lieder und Soundschnipsel, die im Forum gesammelt wurden, einfach so selbst zu brennen wäre eine rechtlich problematische Aktion gewesen und beim hohen Bekanntheitsgrad nicht durchführbar. Auch alleinige Verhandlungen über die Rechte für eine solche Aktion wären sehr schwierig gewesen. Willi Schlager von Sony Music unterstützte das Projekt und es wurde eine professionelle Musik-CD nach den Wünschen der 30-Jährigen und den rechtlichen Möglichkeiten zusammengestellt. Sie wurde am 3. Juni 1999 den Medien präsentiert und erschien am 8. Juni 1999 im Handel. In den Austria Top 40 Sampler Charts gelangte die CD auf Platz 5.
Die CD enthält neben Musikstücken aus den späten 1970er und frühen 1980er Jahren als Bonustracks etliche „Signations“ (österreichisches Pseudo-Englisch für Kennmelodien) österreichischer Radio- und Fernsehsendungen und kultige Werbespots. Wie im Buch gab es auch im Booklet Kommentare zu jedem Titel aus dem Chat der Blackbox. Sony richtete dazu eine eigene Webseite unter www.wickie.at ein. Blackbox stellte zusätzlich eine Webseite für die Community ins Netz mit Link auf das Forum und Bilder und Berichten über die Treffen. (ehemals: www.blackbox.net/wicke).

## Ausstellung
Im Kaiserlichen Hofmobiliendepot fand zwischen 21. Oktober 1999 und 12. März 2000, mit zweimaliger Verlängerung, die WS&P-Ausstellung statt. In thematischer Aufarbeitung wurden viele Schaustücke aus allen Bereichen der Unterhaltung (Musik, Platten, Starposters, Serienhelden, Spiele, Plüschtiere, Spielcomputer) auf 350 m² ausgestellt. Den Benutzern standen Musicboxen, Flipper und Tischcomputerspiele zur Benutzung offen. In einem kleinen Kinosaal wurde ein Film- und TV-Programm aus vergangener Zeit gespielt. Im Sommer 2000 zog die Ausstellung dann durch die Bundesländer.

## Weitere Entwicklung und Vermarktung

### Musik-CDs
Ende 1999 wurde eine Cover-Version des Titelliedes von Wickie und die starken Männer als Wickie 2000 herausgebracht. Diese wurde aber vom Großteil des angesprochenen Publikums nicht besonders begeistert aufgenommen. Heute findet man es auf Après-Ski-Samplern.
Die ungeheure Nachfrage nach einer Fortsetzung und die lange Liste der noch ausstehenden Tonwünsche veranlasste die Verantwortlichen, unter Mithilfe von Radio Wien, Ö3-Mitarbeitern der ersten Stunde sowie der ZIB3-Redaktion, ORF-Enterprise (Vermarktungsgesellschaft) und verschiedenen Plattenlabels im November 1999 ein Volume 2 herauszubringen. Als Grundlage dienten wieder Wünsche der 30-Jährigen, welche diesmal bei Blackbox und Sony einlangten. Der Link zum Original-Forum war auf dieser CD nicht mehr angegeben, sondern nur auf die Webseite wickie.at von Sony-Music. Ab hier bestand eine Kooperation mit ORF-Radio Wien, welches auch Clubbings mit Hits der 70er und 80er veranstaltete und im Radioprogramm mehr auf diese Zeit einging.
Im Jänner 2000 erlangt Volume 1 Goldstatus mit über 25.000 verkauften Exemplaren, Volume 2 im Frühjahr und am 6. Mai 2000 wird der Amadeus Austrian Music Award 2000 für die beste neue Compilation-Idee des vergangenen Jahres überreicht.
Die Wünsche nach oft schwer zu findenden Liedern und Zeitdokumenten rissen nicht ab und so wurde im August 2000 ein Volume 3 in altbewährter Zusammenstellung herausgebracht. Radio-Wien Clubbings wurden keine mehr erwähnt, aber der Spruch „Wir spielen die 70er. Radio Wien.“ Bis heute gibt es die Version „Wir spielen die Hits der 70er, 80er, und 90er. Radio Wien.“, welche bei einigen privaten Radiostationen und in der Medienkritik in abgewandelter Form Verwendung findet.
Zur Fernsehsendung erschien Die CD zur ORF-TV-Show vom ORF. Im Jahre 2001 erschien Volume 4 der originalen Reihe. 2003 kam, wieder passend zu Fernsehserie, Wickie, Slime und Paiper XL heraus, das allerdings auch schon Hits der 90er enthielt.

### Fernsehsendung
Ab 10. August 2000 wurde auf ORF eins vier Wochen jede Donnerstagnacht die Fernsehsendung Wickie, Slime & Paiper ausgestrahlt. Ein Star, der um die dreißig Jahre alt war, moderierte die Sendung in einer nach den 1970er-Jahren ausgestatteten Umgebung. Gezeigt wurden Filmausschnitte, Musikvideos, Nachrichtenschnipsel, Ausschnitte aus dem eigenen Fernsehprogramm und alte Werbeclips. Das Drehbuch dazu stammte ebenfalls von Susanne Pauser.
Im Jahre 2002 gab es ab 17. Oktober eine Wiederauflage unter dem Namen Wickie, Slime & Paiper XL. Diesmal moderierten auch Stars von früher, wie zum Beispiel der frühere Die Großen 10-Moderator Udo Huber. Bis 3. Juni 2004 wurden 39 Folgen ausgestrahlt. Am 9. Dezember 2004 gab es noch ein Special mit dem Titel Alle Jahre wieder.
Ab 2000 bis 2005 wurden in der späten Nacht vermehrt wieder alte Filme und Serien aus den 1970ern gespielt. Auch Kindersendungen wie die Barbapapa wurden wieder gezeigt. Sogar die, wahrscheinlich wegen ihrer nicht so besonderen Farbintensität, lange nicht mehr gespielte Tiersendung Paradiese der Tiere mit dem Präsentator Otto von Frisch wurde als erster Film im Morgen-Kinderprogramm wiederholt.

### Kabarettistische Lesung
In den Jahren 1999 und 2000 fand im Theater am Alsergrund nach einer Idee des Kabarettisten Olivier Lendl als Koproduktion des Theaters und der Harald Havas Productions die multimediale, kabarettistische Lesung „Wickie, Slime & Paiper“ statt. Weitere Vorstellungen wurden an anderen Bühnen in Wien (etwa Spektakel und Theater Center Forum) und in anderen Orten in Österreich gespielt. Zur mehrmals wechselnden Besetzung zählte unter anderem Hubert Wolf, etliche österreichische Kabarettisten wie Alf Poier, Severin Groebner und Mike Supancic hatten Gastauftritte in dieser Nostalgie-Show.

### Clubbings
Am 3. Juli 1999 fand auf der Rieglerhütte in Penzing ein erstes WS&P-Clubbing statt. Diesem Open-Air-Clubbing folgten zahlreiche weiter Events, zunächst in den Sofiensälen und nach dem dortigen Großbrand (2001) bis November 2004 in der Wiener Stadthalle. Auch in Linz und Graz gab es derartige Veranstaltungen. Seit November 2006 finden monatliche WS&P-Clubbings im Cabaret Fledermaus in Wien statt.

### Ergänzungsbücher
Zur Fernsehsendung im ORF brachten die ursprünglichen Herausgeber zusammen mit Harald Havas im April 2000 das ergänzende Buch Faserschmeichler, Fönfrisuren und die Ölkrise. Das Bilderbuch der siebziger Jahre heraus. („Die Kinder der siebziger Jahre haben nun endlich ihr Bilderbuch.“ (APA, April 2000))
Im Oktober 2000 folgte dann die Fortsetzung mit Neon, Pacman und die Yuppies. Das Bilderbuch der achtziger Jahre vom selben Autorenteam.

### Andere Projekte und Auswirkungen
An die Nostalgiewelle schlossen sich auch andere Veranstaltungen, teilweise von anderen Veranstaltern, an.
Nach dem Usertreffen in der Sargfabrik zur Manuskriptbeschau gab es immer wieder Usertreffen, um Konferenzen über altes Spielzeug und Artefakte abzuhalten, Grillabende auf der Burg Greifenstein zu feiern, eine ABBA-Party zu veranstalten oder einfach nach der Ausstellungseröffnung Chillout+TV-Empfang zu genießen.
Ab Mai 2000 tourte der kleinere Paiper Pop Club (Das A-Pop und NDW-Revival) durch die Lande, welcher auch das Eis bewerben sollte und ebenfalls von bco veranstaltet wurde. Der sechste und letzte fand am 4. November 2000 in Sofie’s Bar in den Sofiensälen statt.
Universal brachte die CD Paiper Pop 2000 heraus, auf der aktuelle österreichische Künstler Austro-Klassiker von damals neu interpretierten. Die Idee war unter anderem von Rudi Nemeczek (Minisex). Die Meinungen darüber waren erwartungsgemäß sehr geteilt. Eine zweite CD war zumindest geplant. Um den Erscheinungstermin fand in der Meierei im Stadtpark das Paiper Pop 2000-Clubbing statt.
In Wien fanden verschiedene sich an den WS&P-Clubbings orientierende Veranstaltungen statt, beispielsweise die Radio Wien Paiper Night und der Paiper-Club in Sofies Bar. Auch in anderen Bundesländern gab es ähnliche Clubbings, unter anderem in Salzburg und die PaiperNight in Purkersdorf.
Als das Buch in Österreich ein Erfolg wurde, trat Eva Weisz vom Wiener Böhlau Verlag an Anko Ankowitsch heran, um dasselbe Konzept auch in Deutschland zu verwirklichen. Daraus entstanden die Bücher Alles Bonanza (über die 70er, Herbst 2000) und Es geht voran (über die 80er, Jänner 2002).
Im September 2003 brachte der Böhlau Verlag auch das Nostalgiebuch über die langjährige Radiosendung Autofahrer unterwegs. Prominente Sprecher erinnern sich von Lore Neumeier heraus und Willi Schlager lieferte mit seinem eigenen Plattenlabel gleichzeitig die passende CD dazu.

#### Eskimo-Petition
Bereits am ersten Tag, bereits 1½ Stunden nach Gründung des Forums, erwähnte dort Heidrun Kirchweger erstmals den Himbeer-/Zitrone-Paiper. („Piper (das war das weisse Eis mit rosa Streifen im Plastikbecher mit dem Staberl, mit dem man es raufschieben musste)“) Der Irrtum in der Schreibweise hielt sich noch monatelang durch alle möglichen Dokumente.
Sabine Schweizer gab in einem Radiointerview ein Statement ab und forderte eine Petition zur Wiedereinführung des Paipers.
Am 7. März 1999 um ein Uhr früh postete Andreas Beer einen Link zur deutschen Langnese-Webseite, wo es alte Eiskarten zu sehen gibt, und wünschte sich so etwas auch von Eskimo. Tags darauf verkündete Susanne Pauser, dass es in Deutschland den Paiper unter dem Namen „Ed v. Schleck“ noch immer gibt und dass Johannes Breit (als Scherz-Aktion) eine Petition vorbereitet. Er brauche dazu Textvorschläge und Vorschläge für weitere Eissorten, welche drinnen stehen sollen. Innerhalb von 3 Stunden war klar, dass jeder etwas anderes will und eine Abstimmung angebracht ist, um die beliebtesten ehemaligen Sorten festzustellen.
Am Nachmittag des 9. März 1999 um 16:30 ging die Petition online und die Abstimmung begann. Jeder Unterzeichner durfte 3 Sorten wählen und einen Kommentar abgeben. Ziel war es, Eskimo dazu zu bewegen, die beliebtesten 3 Sorten der Kindheit wiedereinzuführen.
Am 30. März hatten sich schon über 900 Leute in die Liste eingetragen. Nachdem Ö3 die Petition (ohne Angabe der URL) erwähnt, und fast ein Monat nach der Buchpräsentation, waren es am 30. April bereits über 2000 Unterschriften. Eskimo teilte zu diesem Zeitpunkt auch inoffiziell mit, dass bereits eine Marktforschung laufe.
In der Fernsehsendung Absolut Resetarits wurden am 20. Mai die ersten Paiper gesichtet. Es wurde über den beginnenden Hype, das Buch und die Handfertigung des Paipers zu Marktforschungszwecken bei Eskimo berichtet.
Beim Fest Die Paipergeneration am 3. Juli auf der Rieglerhütte wurde den Mitarbeitern von Eskimo offiziell die Petition überreicht. Insgesamt unterzeichneten 4540 Leute mit einem Durchschnittsalter von 32 Jahren. Auf dem Fest war auch Frau Lecker von Eskimo anwesend, welche einige Paiper zur Kostprobe mitgenommen hat, die unter den Anwesenden verlost werden.
| Platz | Stimmen | Sorte                   |
| ----- | ------- | ----------------------- |
| 1.    | 2986    | Paiper Zitrone/Himbeer  |
| 2.    | 2002    | Doppellutscher          |
| 3.    | 1771    | Paiper Marille          |
| 4.    | 1656    | Cornetto Schoko-Trauben |
| 5.    | 1087    | Paiper Pistazien/Schoko |

Mitte des Jahres wurden schon die ersten Prototypen hergestellt und am 21. Oktober fand die Verkostung statt.
| Datum              | Was                                                                                    |
| ------------------ | -------------------------------------------------------------------------------------- |
| Ende 1999          | „Legalize it!“                                                                         |
| 2. April 2000      | Paiper Pop Club, 1 Monat vor Beginn der Eissaison Feier der Wiedereinführung           |
| ? 18. Februar 2001 | Vorstellung der Eiskarte 2001 mit Doppellutscher und Paiper Marille „wiedereingeführt“ |

Beim 4. WS&P-Clubbing mit „Paiper Pop Club“ in den Sofiensälen am 22. Jänner 2000 wurde die Eiskarte für den kommenden Sommer vorgestellt, welche einen Paiper Himbeer/Zitrone als „Paiper, Special 2000, Limited Edition“ mit dem extra ausgewiesenen Erscheinungsdatum Montag, den 3. April enthielt. Während des 5. WS&P-Clubbings am 1. April wurde aber schon kräftig die Wiedereinführung gefeiert und vorgeschleckt.
- Online-Organisator: Johannes Breit (Fa. bco, zuerst als Scherzaktion geplant, danach hatte er Eskimo als Kunden)
- Irrtum der Petition: Paiper Marille hat es nie gegeben, es war in den 70ern Paiper Pfirsich
- Alle Forderungen der Petition wurden letztendlich erfüllt.
- Die alte Webseite ist noch immer online und die Kommentare können gelesen werden.

## Diskographie
In chronologischer Reihenfolge. Sofern nicht anders angegeben handelt es sich um Doppel-CDs.
- 1999–06: Wickie, Slime und Paiper, Sony/Columbia.
- 1999–11: Wickie, Slime und Paiper Vol. 2, Sony/Columbia.
- 2000–04?: Paiper Pop 2000 (1 CD), Amadeo.
- 2000–06: Wickie, Slime und Paiper Vol. 3, Sony/Columbia.
- 2000–??: Wickie, Slime und Paiper, Die CD zur ORF TV-Show.
- 2001–??: Wickie, Slime und Paiper Vol. 4, Sony/Columbia.
- 2003–05?: Wickie, Slime und Paiper XL, Sony/?.
- 2004–04?: Best Of Wickie, Slime & Paiper, Sony/Columbia.

## Auszeichnungen
- Amadeus Austrian Music Award 2000: Beste neue österreichische Compilation-Idee des Jahres

Goldenes Buch für mehr als 55.000 verkaufte Exemplare des Buches Wickie, Slime und Paiper
Special Gold Award („Goldene Schallplatte“) für mehr als 25.000 verkaufte Exemplare der CD Wickie, Slime und Paiper Vol. 1